# Estupro
El estupro es un delito sexual que se produce cuando una persona, denominado estuprador o violador, generalmente mayor de edad, mantiene una relación sexual con una persona adolescente, que da su consentimiento a base de engaño debido al abuso de superioridad sobre aquella persona. La edad mínima y máxima varía según las legislaciones, así como las características del acto sexual. En muchos casos el delito exige que se haya aprovechado la inmadurez de la víctima. Se diferencia de la violación por el hecho de que no hay violencia contra la víctima, y que la víctima manifiesta su consentimiento para el acto.
El delito de estupro integra la categoría más amplia de abuso sexual infantil —pederastia y otros actos—, pero no constituye pedofilia, debido a que esta última se refiere solamente a la atracción por niños impúberes.

## Definición
El estupro, como cualquier delito penal, exige que exista una ley que lo tipifique, es decir que detalle precisamente los requisitos para que se constituya. Estos requisitos varían según cada país. El elemento común en todas las legislaciones es la edad de la víctima —que debe ser adolescente menor de edad— y el consentimiento de la víctima. Si no hubiera consentimiento de la víctima, se trata del delito de violación.
Los países difieren considerablemente en los requisitos, variando en cada caso la edad, el tipo de acto sexual y las circunstancias que afectan el consentimiento de la víctima, en especial su inmadurez o su situación de dependencia, así la existencia de engaño o seducción, tenida en cuenta en muchas legislaciones.

## Evolución jurídica
La evolución jurídica del delito de estupro varía ampliamente de cultura en cultura. En el derecho precolombino de México, el delito de estupro se limitaba a penar las relaciones sexuales con sacerdotisas o jóvenes de familias prominentes.
Las legislaciones europeas y americanas actuales, están fuertemente influenciadas por el cristianismo, que adoptó una postura extremadamente represiva de la sexualidad, especialmente de la mujer. Inicialmente el estupro abarcaba también al adulterio, así como las relaciones sexuales con mujeres viudas y solteras, recibiendo condena tanto el hombre como la mujer que cometían estupro.
Con el paso del tiempo el estupro se orientó a penar las relaciones sexuales mantenidas sin violencia con doncellas, con el fin de custodiar la virginidad y luego la «honestidad» de las mujeres jóvenes. El elemento central del delito fue la «seducción» (real o presunta), entendida como maniobras o promesas engañosas del hombre con el fin de que la «inocente doncella» ceda y admita mantener relaciones sexuales.
El italiano Francesco Carrara (1805-1888), padre del Derecho penal moderno, definió al estupro como:

Conocimiento carnal de mujer libre y honesta precedido de seducción, real o presunta y no acompañado de violencia.
Francesco Carrara, Programma del corso di diritto criminale (1871):1482

## Regulación por países

### Argentina
En Argentina hasta 1999 el delito de estupro estaba tipificado como «acceso carnal» con «mujer honesta mayor de doce años y menor de quince», cuando ese acceso haya sido consentido por la víctima.
Desde mediados del siglo XX el artículo fue criticado como una norma discriminatoria de género, especialmente por la exigencia legal de «honestidad» por parte de la mujer, para poder ser amparada por la ley contra la violencia sexual. También fue criticada la limitación del estupro al «acceso carnal» (entendido jurisprudencialmente como penetración vaginal o anal) y la exclusión del delito de las personas de género masculino.
El 14 de abril de 1999 el Congreso de la Nación sancionó la ley 25.087 reformando radicalmente la tipificación del delito de estupro del artículo 120, sin utilizar esa palabra para denominarlo. A partir de entonces en Argentina se considera estupro una amplia gama de actos sexuales practicadas por una persona mayor de edad con una «persona menor de diecisiéis años» y desde trece años cumplidos, siempre y cuando el autor se hubiese aprovechado «de su inmadurez sexual», ya sea por recurrir a la diferencia de edad o por tener una relación de preeminencia.
La jurisprudencia exige que haya habido «seducción real», esto es falsas promesas, regalos, engaños o actitudes cuestionables destinadas a lograr que la víctima acceda a la relación sexual.
Los actos sexuales tipificados en el delito están definidos en dos grandes grupos: a) «acceso carnal por cualquier vía»; b) «sometimiento sexual gravemente ultrajante». El «acceso carnal por cualquier vía» incluye penetración vaginal, anal y oral, y excluye penetración con objetos.
Por otra parte, el «sometimiento sexual gravemente ultrajante» se configura cuando la víctima es degradada por el autor a una condición de simple objeto de sus necesidades sexuales: 

Se alcanza el grado de sometimiento cuando el autor tiene la intención de poner a la víctima bajo su control como mero objeto de placer, noción que posee un componente objetivo y otro subjetivo: por un lado, el uso de violencia y, por el otro, el ánimo particular de someter a la víctima como objeto sexual. De esta manera, la duración del abuso o la circunstancia de su ejecución son condiciones necesarias pero no suficientes para dar realidad al sometimiento: éste requiere, a su vez, que el autor tome a la víctima como simple objeto de sus necesidades sexuales, pues aquí es precisamente donde se consuma la degradación de la persona, cuando ella es tratada como objeto, como medio para un fin.

La pena es de tres a seis años de prisión, cuando no hay agravantes, elevándose de seis a diez años si hubiere agravantes (grave daño, parientes, encargados de la guarda, convivientes, enfermedad sexual y fuerzas de seguridad).
Para la ley argentina luego de 1999 no son punibles las relaciones sexuales mantenidas por adolescentes menores de 18 años, en dos casos:
a) cuando esas relaciones las mantienen con otras personas menores de edad;
b) cuando esas relaciones se mantienen con personas mayores de edad, en tanto y en cuánto no haya inmadurez sexual de la persona menor o no haya habido aprovechamiento de la misma por parte de la persona mayor.

### Bolivia
El artículo 309 de la Ley n.º 2033 de 29 de octubre de 1999 dicta a quien «mediante seducción o engaño» tuvo relaciones sexuales con adolescentes entre 14 y 18 años «será sancionado con privación de libertad de dos (2) a seis (6) años».

### Chile
Según lo consignado en el artículo 363 del Código Penal de Chile, este delito se castiga con penas desde el presidio menor en grado máximo hasta el presidio mayor en su grado mínimo, es decir, desde 3 años y un día hasta 10 años.
El estupro está definido como el acceso carnal a una persona menor de edad pero mayor de 14 años, en los casos en que:
1. Se abusa de una anomalía o perturbación mental, aun transitoria, de la víctima;
2. Se abusa de una relación de dependencia de la víctima (por ejemplo, si el agresor está encargado de su custodia, educación o cuidado, o tiene con ella una relación laboral);
3. Se abusa del grave desamparo en que se encuentra la víctima, o;
4. Se engaña a la víctima abusando de su inexperiencia o ignorancia sexual.

### Ecuador
En Ecuador es un delito castigado con la pena de prisión que va desde los tres meses a los tres años, únicamente en el caso de que la persona mayor de edad recurra a un engaño, la víctima debe ser menor de 18 años y mayor de 14 años.

### Paraguay
En Paraguay la figura del estupro se comete cuando un hombre realiza el coito con una mujer de 14 a 16 años por medio de la persuasión (art 137) y se castiga con multa, si el hombre también es menor de edad se prescinde de la pena.
Por su parte el artículo 138 castiga con una pena de hasta 2 años o multa a la persona mayor de edad que realizara actos sexuales con una persona del mismo sexo de 14 a 16 años.

### Perú
El Código Penal peruano tipifica en el artículo 175 (Ley 30838 de 2018) la «violación sexual mediante engaño», contra adolescentes de entre 14 y 17 años (menos de 18 años). La pena contemplada es no menor a seis años ni mayor de nueve años.

### Venezuela
En Venezuela, el estupro es asimilado al delito de violación de acuerdo al artículo 374 del Código Penal Venezolano. El mencionado artículo contempla en su primer párrafo el delito de violación e incluye un segundo párrafo, cuyos dos primeros supuesto se refieren al delito de estupro:

La misma pena (de quince años a veinte años de prisión) se le aplicará, aun sin haber violencias o amenazas, al individuo que tenga un acto carnal con persona de uno u otro sexo:
 1°. Cuando la víctima sea especialmente vulnerable, por razón de su edad o situación, y, en todo caso, cuando sea menor de trece años.
2°. O que no haya cumplido dieciséis años, siempre que para la ejecución del delito, el responsable se haya prevalido de una relación de superioridad o parentesco, por ser ascendiente, descendiente o hermano, por naturaleza o adopción, o afines con la víctima.